# Hans Bos
Hendrik Jan (Hans) Bos (Rotterdam, 13 december 1919 – 10 september 2000) was Engelandvaarder.

## Tweede Wereldoorlog
Toen de Tweede Wereldoorlog uitbrak was Hans Bos stuurmansleerling op een Groningse coaster in de Noordelijke Noordzee en de Oostzee. In de winter van 1941-1942 hield hij zich bezig met verzetsactiviteiten.
Hij besloot Nederland te verlaten en wilde aanmonsteren op de WEA, een Groningse coaster die op 20 mei 1942 via Malmö naar Gefle zou varen. Hij wilde in Malmö van boord gaan, maar dat lukte niet. In Gefle speelden de bemanningsleden een voetbalwedstrijdje tegen andere Nederlandse bemanningen, waarna hij over een hek klom en verdween. Hij wilde zich melden bij de consul, maar die was met vakantie. Hij nam de trein naar Stockholm, waar hij de 106de Nederlander was die zich bij consul de Jong aanmeldde. In afwachting van transport naar Engeland werd hij te werk gesteld bij Philips. Hier ontmoette hij een Duitse ingenieur die hem een boek meegaf, voorzien van codes, om in Engeland af te geven.
Hans Bos ontmoette ook twee Rotterdammers, Chris Helleman en Paul Ketting, die samen op een Duits schip hadden gewerkt. Hun tweede ontsnappingspoging was geslaagd, ze waren naar de wal gezwommen. De drie mannen verbleven in hetzelfde pension en werden te werk gesteld bij een cementfabriek. Na het vieren van Koninginnedag (31 augustus) stapten ze in een trein met onbekende bestemming. Een vreemde reis was begonnen. Ze zongen voor hun brood en werkten bij een circus. Toen vonden ze een stilstaande trein, verbraken de zegels en verstopten zich in een wagon vol citrusvruchten. De trein ging naar Stockholm. Aan de consul vertelden ze via Moermansk naar Engeland te willen gaan.
Via de Engelse gezant lukte het de volgende dag een vlucht naar Engeland te krijgen. Aan boord was ook Adriaan Viruly, de KLM-piloot die diplomatieke koeriersdiensten verrichtte, een Duitser die bij de Patriotic School afgeleverd wilde worden, twee Duitse joden, een Nederlandse koopvaardij-stuurman en tot verbazing een Tsjechische leeuwentemmer, die Bos in het circus had vervangen.
Het vliegtuig bracht hen naar Lanchers Airbase in Schotland. Ze werden ontvangen met eieren en spek. Na de verhoren op de Patriotic School ging Bos bij de Koninklijke Marine. Hij voer op een motor gun boat onder commando van Hans Larive, die uit Colditz was ontsnapt.

## Na de oorlog
Bos bleef zeven jaren bij de marine. In Luxemburg heeft hij tijdens een vakantie Chris Helleman weer ontmoet. Helleman en Ketting waren in Engeland bij de koopvaardij terechtgekomen, waarna zij geen contact meer hadden.